# C/1997 K2 SWAN
C/1997 K2 (SWAN) o SOHO 93 è una cometa non periodica scoperta tramite la sonda spaziale SOHO, la prima scoperta tramite lo strumento SWAN.

## Storia della scoperta
L'annuncio della scoperta fu dato solo il 4 dicembre 1999 in quanto lo scopritore, J. Teemu T. Mäkinen la scoprì solo molto tempo dopo mentre eseguiva una ricerca sui dati raccolti dallo strumento SWAN proprio alla ricerca di comete. In pratica al momento in cui la cometa era visibile nessuno la scoprì od osservò e i dati raccolti dalla SOHO furono studiati solo dopo oltre un anno dal momento in cui furono raccolti. Si tratta quindi di una scoperta a posteriori: questa insolita vicenda può essere spiegata con il fatto che nel periodo in cui la cometa avrebbe potuto essere osservata la grande maggioranza degli astronomi professionisti e degli astrofili era impegnata a osservare la cometa C/1995 O1 (Hale-Bopp) una delle più interessanti e luminose comete degli ultimi cinquecento anni.

## Orbita
La cometa ha un'orbita parabolica e retrograda: se la cometa fosse stata osservata più a lungo, invece dei poco più di due mesi di cui abbiamo dati posizionali, tra l'altro di scarsa qualità, la sua eccentricità avrebbe potuto risultare diversa da uno, un valore che corrisponde a un'orbita parabolica.